# Troy Terry
Troy Nathan Terry (* 10. September 1997 in Denver, Colorado) ist ein US-amerikanischer Eishockeyspieler, der seit März 2018 bei den Anaheim Ducks in der National Hockey League unter Vertrag steht. Zudem vertrat der Center das Team USA bei den Olympischen Winterspielen 2018.

## Karriere
Terry durchlief in seiner Jugend die Nachwuchsabteilungen der Colorado Thunderbirds in seiner Heimat. Während der Spielzeit 2013/14 absolvierte er eine Partie für die Indiana Ice in der United States Hockey League (USHL), der höchsten Juniorenliga des Landes, wurde allerdings im Sommer 2014 ins USA Hockey National Team Development Program (NTDP) aufgenommen. Mit dem in Ann Arbor ansässigen NTDP, das als zentrale Talenteschmiede des US-amerikanischen Verbandes USA Hockey fungiert, spielte der Angreifer in der Saison 2014/15 ebenfalls in der USHL und absolvierte darüber hinaus eine Reihe von Spielen außerhalb von organisierten Wettbewerben. Am Ende dieses Jahres schied Terry altersbedingt aus dem NTDP aus, bevor ihn die Anaheim Ducks im NHL Entry Draft 2015 an 148. Position auswählten.
Anschließend schrieb sich Terry an der University of Denver ein, kehrte somit in seine Heimat zurück und lief fortan für deren Denver Pioneers in der National Collegiate Hockey Conference (NCHC) im Spielbetrieb der National Collegiate Athletic Association (NCAA) auf. In Denver steigerte er seine persönliche Statistik im zweiten Jahr deutlich auf 45 Scorerpunkte in 35 Spielen, während er mit den Pioneers die Frozen Four und somit die NCAA-Meisterschaft als bestes College-Team der Vereinigten Staaten gewann. Im Jahr darauf feierte der Angreifer mit dem Team zumindest den Gewinn der Playoffs um die NCHC-Meisterschaft, während er persönlich ins NCHC Second All-Star Team gewählt wurde.
Nach dem Ende der College-Saison statteten ihn die Anaheim Ducks Ende März mit einem Einstiegsvertrag aus, bevor er einen Tag später sein Debüt in der National Hockey League (NHL) gab. Anschließend kam er auch regelmäßig beim Farmteam der Ducks in der American Hockey League (AHL) zum Einsatz, den San Diego Gulls, bevor er sich im Laufe der Spielzeit 2019/20 im NHL-Aufgebot Anaheims etablierte.
In der Saison 2021/22 steigerte Terry seine persönliche Statistik deutlich auf 67 Punkte in 75 Partien, womit er bester Scorer und Torschütze (37) seines Teams wurde. Nachdem er diese Leistungen in der Spielzeit 2022/23 bestätigt hatte, unterzeichnete er im August 2023 einen neuen Siebenjahresvertrag in Anaheim, der ihm ein durchschnittliches Jahresgehalt von sieben Millionen US-Dollar einbringen soll.

### International
Sein Debüt auf internationaler Ebene gab Terry im Rahmen des NTDP, da dessen Teams auch als Junioren-Nationalmannschaften fungieren. So gewann der Flügelstürmer beim Ivan Hlinka Memorial Tournament 2014 die Bronze- sowie bei der U18-Weltmeisterschaft 2015 die Goldmedaille für die Vereinigten Staaten. Es folgte eine weitere Goldmedaille mit der U20-Nationalmannschaft bei der U20-Weltmeisterschaft 2017, wobei der Angreifer sowohl im Halbfinale als auch im Endspiel den jeweils spielentscheidenden Treffer im Shootout erzielte. Ende Dezember 2017 wurde er ins Aufgebot der USA für die Olympischen Winterspiele 2018 berufen. Dabei profitierte er von der Entscheidung der National Hockey League, die Saison für diese Olympiade nicht zu unterbrechen und ihre Spieler somit für eine Teilnahme zu sperren. Er hatte noch keinen Vertrag bei den Anaheim Ducks unterzeichnet und war einer von vier College-Spielern im Team. Schließlich erreichte er mit der US-amerikanischen Auswahl den siebten Platz in Pyeongchang.

## Erfolge und Auszeichnungen
| - 2017 NCAA-Division-I-Championship mit der University of Denver - 2018 NCHC-Meisterschaft mit der University of Denver - 2018 NCHC Second All-Star Team | - 2022 Teilnahme am NHL All-Star Game - 2023 Teilnahme am NHL All-Star Game |

### International
- 2014 Bronzemedaille beim Ivan Hlinka Memorial Tournament
- 2015 Goldmedaille bei der U18-Weltmeisterschaft
- 2017 Goldmedaille bei der U20-Weltmeisterschaft

## Karrierestatistik
Stand: Ende der Saison 2024/25

### International
Vertrat die USA bei:
- Ivan Hlinka Memorial Tournament 2014
- U18-Weltmeisterschaft 2015
- U20-Weltmeisterschaft 2017
- Olympischen Winterspielen 2018

(Legende zur Spielerstatistik: Sp oder GP = absolvierte Spiele; T oder G = erzielte Tore; V oder A = erzielte Assists; Pkt oder Pts = erzielte Scorerpunkte; SM oder PIM = erhaltene Strafminuten; +/− = Plus/Minus-Bilanz; PP = erzielte Überzahltore; SH = erzielte Unterzahltore; GW = erzielte Siegtore; 1 Play-downs/Relegation; Kursiv: Statistik nicht vollständig)